# Diecéze Ondjiva
Diecéze Ondjiva je diecéze římskokatolické církve, nacházející se v Angole.

## Území
Diecéze zahrnuje provincii Cunene.
Biskupským sídlem je město Ondjiva, kde se nachází hlavní chrám – Katedrála Nossa Senhora das Vitórias.
Rozděluje se do 16 farností. K roku 2016 měla 691 866 věřících, 33 diecézních kněží, 5 řeholních kněží, 8 řeholníků a 66 řeholnic.

## Historie
Roku 1906 byla zřízena Misie sui iuris Cunène.
Roku 1942 byla misie zrušena.
Dne 10. srpna 1975 byla zřízena diecéze Pereira de Eça bulou Quoniam apprime papeže Pavla VI. a to z části území diecéze Nova Lisboa a diecéze Sá da Bandeira.
Dne 15. května 1979 byla diecéze dekretem Cum Excellentissimus Kongregace pro evangelizaci národů přejmenována na Ondjiva.

## Seznam superiorů a biskupů
- Benoit-Marius Bonnefoux, C.S.Sp. (1904–1932)
- Charles Estermann, C.S.Sp. (1932–1942)
  - Eurico Dias Nogueira (1975–1977) (apoštolský administrátor)
  - Alexandre do Nascimento (1977–1986) (apoštolský administrátor)
  - Fernando Guimarães Kevanu (1986–1988) (apoštolský administrátor)
- Fernando Guimarães Kevanu (1988–2011)
- Pio Hipunyati (od 2011)